# Tomas Hode
Tomas Hode, född 1 januari 1973, är en svensk forskare och entreprenör bosatt i Columbia, Missouri, USA. 
Hode studerade vid Stockholms universitet och disputerade 2005 som förste svensk någonsin i ämnet astrobiologi, och bedrev sin forskning vid Naturhistoriska riksmuseet. Astrobiologi är studiet av liv i universum, hur det utvecklats och vart det kan leda. Astrobiologi för samman vetenskapsområden som biologi, geologi och astronomi på ett nytt sätt.
Efter sin disputation fortsatte Hode sin forskning vid Department of Geology vid Portland State University i Portland, Oregon, USA. De senaste åren har han främst varit verksam inom områdena lasermedicin och cancerforskning. Han är medgrundare, styrelseordförande och VD för Immunophotonics, styrelseordförande för Irradia International samt medgrundare och forsknings- och utvecklingschef för Irradia USA.